# Кратин
Крати́н (др.-греч. Κρατῖνος; 520 до н. э. — 423 до н. э.) — древнегреческий комедиограф, сын Каллимеда.
Основатель старшей афинской комедии, достигшей высшего расцвета в произведениях Евполида и Аристофана. Он начал писать только в старости; всего известно 21 его произведение; девять раз он одержал победу в драматических состязаниях. О его жизни известно мало; по преданию, он был предан пьянству и этот свой порок сам выставил в комедии «Бутылка» (др.-греч. Πυτίνη). Его заслуга — в том, что грубым комическим праздничным играм, перешедшим в Афины из Мегар, он придал более правильную форму, увеличил число действующих лиц и сумел вовлечь в круг комедии явления общественной жизни Афин.
Критики считают, что Кратин сделал для комедии то же, что Эсхил для трагедии.
Он был одним из наиболее серьёзных соперников более молодого Аристофана. Его пьесы сохранились в отрывках. С Кратином часто ещё в древности путали Кратина Младшего, жившего, вероятно, при Птолемеях.